# Maschinenkonsole

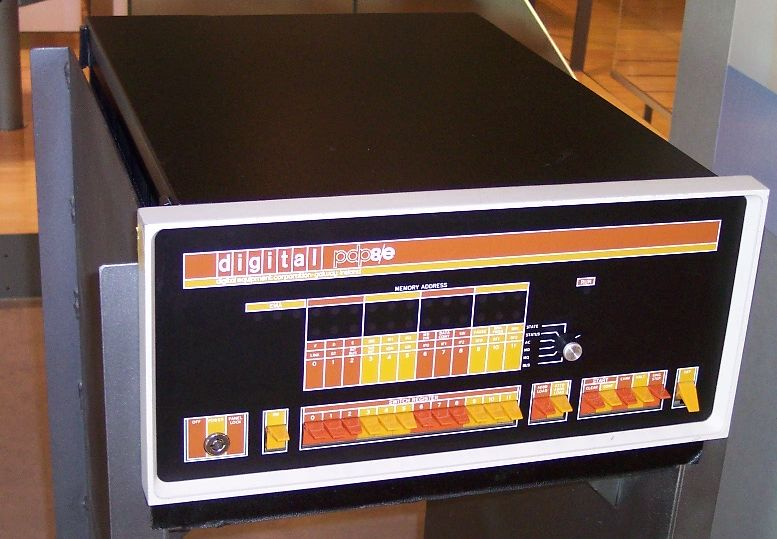
Abbildung einer PDP 8e

Die Maschinenkonsole ist in der Hierarchie der Benutzerschnittstellen älterer Computer die unterste Ebene, die man ohne Lötkolben erreichen konnte. Maschinenkonsolen sind praktisch nur noch im Museum oder ganz selten in Ausbildungs- oder Hobbyprojekten zu finden.
Ursprünglich verfügten Computer über keinen Festwertspeicher, in dem zumindest ein rudimentäres Betriebssystem (wie heute BIOS oder OpenFirmware) gespeichert werden konnte. Der Computer war also nach dem Einschalten leer und tat nichts, zumindest nichts Sinnvolles.
Über die Maschinenkonsole konnte zunächst mit einem Schalter der Prozessor in den Haltzustand versetzt werden. Dann wurden über eine Anzahl Schalter binär eine Speicheradresse und ein Datenwort eingestellt und das Datenwort dann auf Knopfdruck in den Speicher geschrieben. Sobald auf diese mühselige Art ein Programm in den Speicher eingegeben war, konnten der Prozessor auf die Anfangsadresse des Programmes gesetzt und die Ausführung gestartet werden.
Typischerweise wurde die Maschinenkonsole verwendet, um einen Bootloader in den Speicher zu schreiben, der dann wiederum ein komplexeres Betriebssystem von einem Datenträger wie Band oder Platte lesen konnte. Wegen der relativ hohen Beanspruchung der Schalter war die Ausführung der Maschinenkonsolen an Großrechnern meist auch entsprechend klobig. In älteren Filmen sieht man gelegentlich Rechenzentren, bei denen am Computer eine Tafel mit Reihen von Schaltern und flackernden Lämpchen zu sehen ist; hierbei handelt es sich meist um die Maschinenkonsole.
Die Maschinenkonsole des IMSAI 8080 ist zum Beispiel im Film WarGames – Kriegsspiele zu sehen, wo der jugendliche Hacker eine in seinem Zimmer hatte. Bei frühen Minicomputern wie zum Beispiel DEC PDP-11 wurde eine Reihe von Schaltern sowohl für die Adress- als auch für die Datenbits verwendet, indem ein Schalter den eingestellten Wert in ein Adressregister übernahm und ein anderer Schalter den eingestellten Wert in die von diesem Adressregister angesprochene Speicherzelle schrieb.
Bei den ersten Mikrocomputern in den 1970er-Jahren (z. B. dem Altair 8800) war die Maschinenkonsole manchmal aus Kostengründen nicht nur die unterste, sondern auch die einzige Schnittstelle nach außen, was bei technischen Laien das Unverständnis gegenüber den „Computerverrückten“ auf die Spitze treiben konnte.